# 烏維塔島

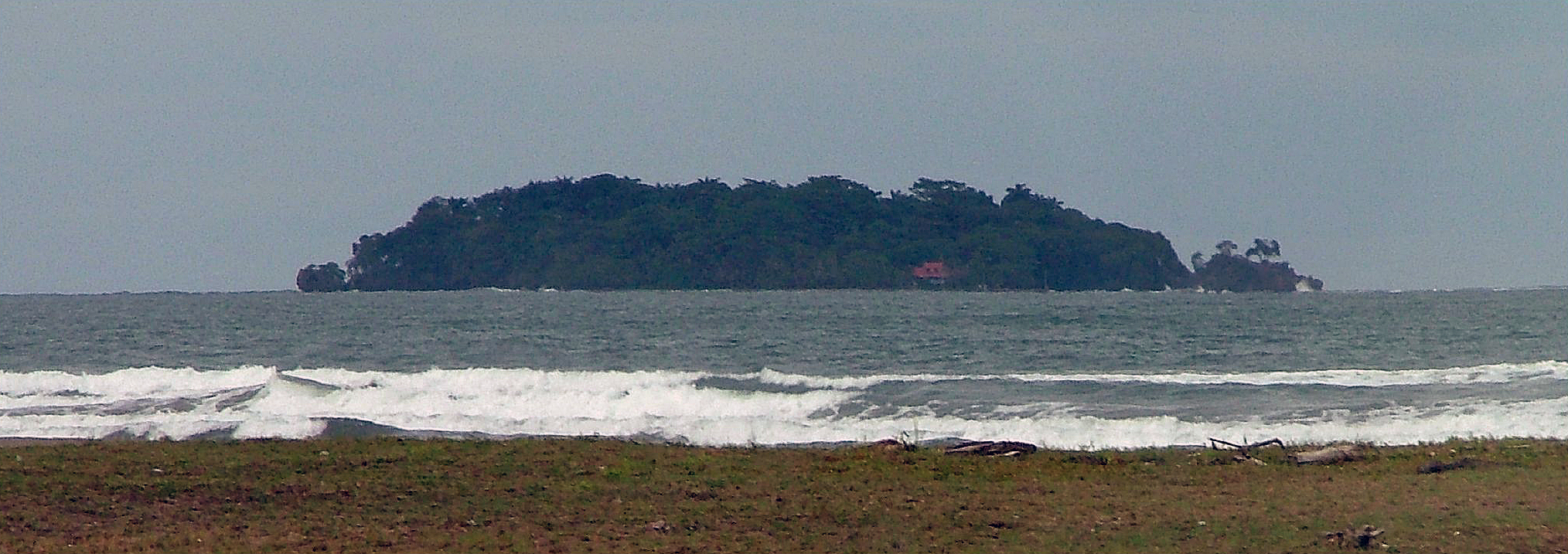

9°59′38″N 83°00′41″W / 9.9938°N 83.0113°W
烏維塔島'是哥斯達黎加的島嶼，位於加勒比海，距离利蒙港885米，由利蒙省負責管轄，長0.42公里、寬0.32公里，島上無人居住。1502年，哥倫布船隊曾在該島停留進行維修工作。